# Legio XVIII
La Legio XVIII era una legione romana arruolata probabilmente nel 41-40 a.C. da Ottaviano, il futuro primo imperatore romano Augusto, e distrutta nella battaglia della foresta di Teutoburgo nell'anno 9. L'emblema della XVIII non è noto.

## Storia
Sono note diverse XVIII legioni prima di quella radunata da Ottaviano. Una prima Legio XVIII combatté in Cilicia, nel 56-53, agli ordini del governatore Gaio Cornelio Lentulo; sia Gaio Giulio Cesare che Pompeo Magno ebbero delle Legio XVIII nei propri eserciti nel corso della loro guerra civile, ed è possibile che la XVIII di Pompeo fosse quella di Lentulo, dato che entrambi avevano comandato in oriente, mentre la XVIII di Cesare, se non fu distrutta sotto il comando di Caio Scribonio Curione in Africa, potrebbe essere stata la capostipite di quella di Ottaviano.

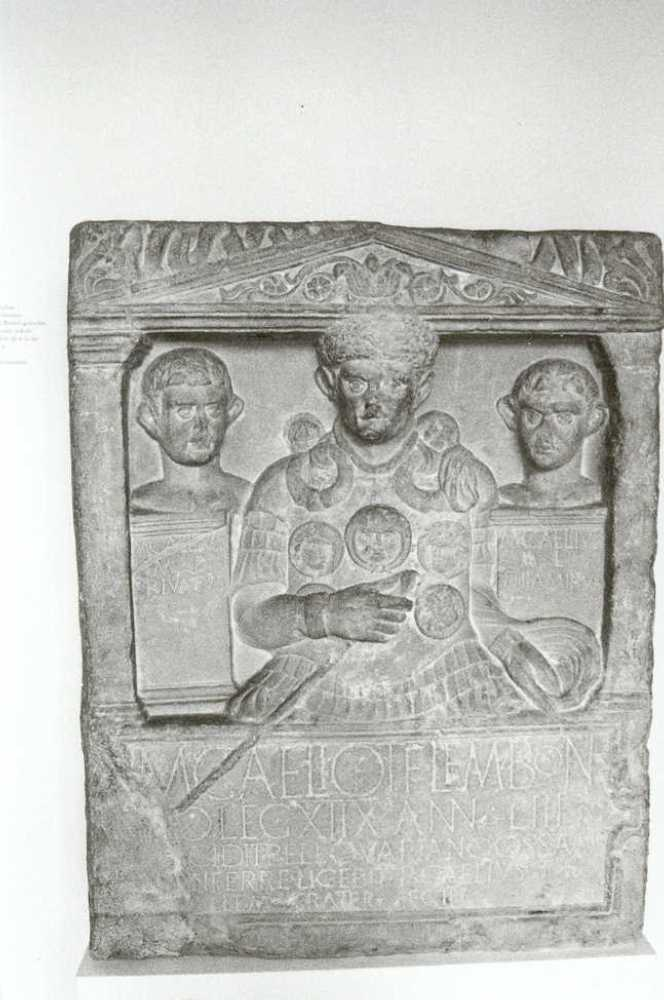
Cenotafio del centurione della XVIII legione Marco Celio, caduto nell'imboscata di Teutoburgo.
Il centurione, dell'età di 53 anni, di Bononia appartenente alla Gens Lemonia, è rappresentato con i suoi liberti Privato e Thimiano che ne condivisero la sorte ed è raffigurato con le sue decorazioni militari.
Castra Vetera, I sec d.C.

Quale che sia l'ascendenza, la legione di Augusto fu probabilmente arruolata da Ottaviano dopo la battaglia di Filippi, probabilmente per far fronte alla minaccia di Sesto Pompeo, il figlio di Pompeo Magno che tenne sotto controllo la Sicilia e la relativa fornitura di grano per la città di Roma. In seguito la legione combatté per Ottaviano contro Marco Antonio, fino alla vittoria definitiva nella battaglia di Azio (31 a.C.). In seguito i veterani della legione ricevettero come premio per il congedo delle terre in Veneto: è possibile quindi che fossero stati reclutati in Gallia Cisalpina.
Dopo una possibile, ma non documentata, permanenza in Aquitania, la XVIII fu inviata, probabilmente attorno al 15 a.C., sulla frontiera del Reno, assieme alle legioni XVI Gallica e XVII. Le legioni germaniche furono impegnate nelle campagne di Augusto: sotto gli ordini dei generali Druso maggiore (13-9 a.C.) e Tiberio (8 a.C. e 4-5 d.C.) portarono a termine la conquista della Germania. Durante questo periodo il probabile campo della XVIII fu Castra Vetera.
Con la fine della campagna di Tiberio, le nuove conquiste vennero organizzate a provincia, e Publio Quintilio Varo fu scelto come governatore. Nel 9 il capo dei Cherusci, nonché alleato romano, Arminio organizzò una trappola contro i Romani: informò Varo di una inesistente rivolta delle tribù occidentali, e gli consigliò di portare l'esercito sul Reno. Varo si mosse con tre legioni, la XVII, la XVIII e la XIX, ma il tradimento di Arminio fece scattare la trappola: le legioni, bloccate vicino Osnabrück, vennero sconfitte e distrutte nella battaglia della foresta di Teutoburgo.
Fu solo sotto i regni di Tiberio e Caligola che le aquile della legione sterminata furono riconquistate. Mai più una legione romana ricevette il numero XVIII.